# Sachsenheim (Gössenheim)
Sachsenheim ist ein Gemeindeteil der Gemeinde Gössenheim im unterfränkischen Landkreis Main-Spessart in Bayern. Er hat 330 Einwohner.

## Geographie
Das Kirchdorf Sachsenheim liegt an der Wern auf 170 m ü. NHN an der Staatsstraße 2301 zwischen Gössenheim und Wernfeld.
Nahe Sachsenheim verläuft die fast ausschließlich von Güterzügen frequentierte Werntalbahn.